# لئاندرو بولمارو
لئاندرو بولمارو (انگلیسی: Leandro Bolmaro؛ زادهٔ ۱۱ سپتامبر ۲۰۰۰) بازیکن بسکتبال اهل آرژانتین است.

## حرفه
از باشگاه‌هایی که در آن بازی کرده‌است می‌توان به مینه‌سوتا تیمبرولوز، باشگاه بسکتبال بارسلونا، و یوتا جاز اشاره کرد.
وی در مسابقات کشوری و بین‌المللی در مجموع برندهٔ ۱ مدال طلا، ۱ مدال نقره شده‌است.